# 葛西橋

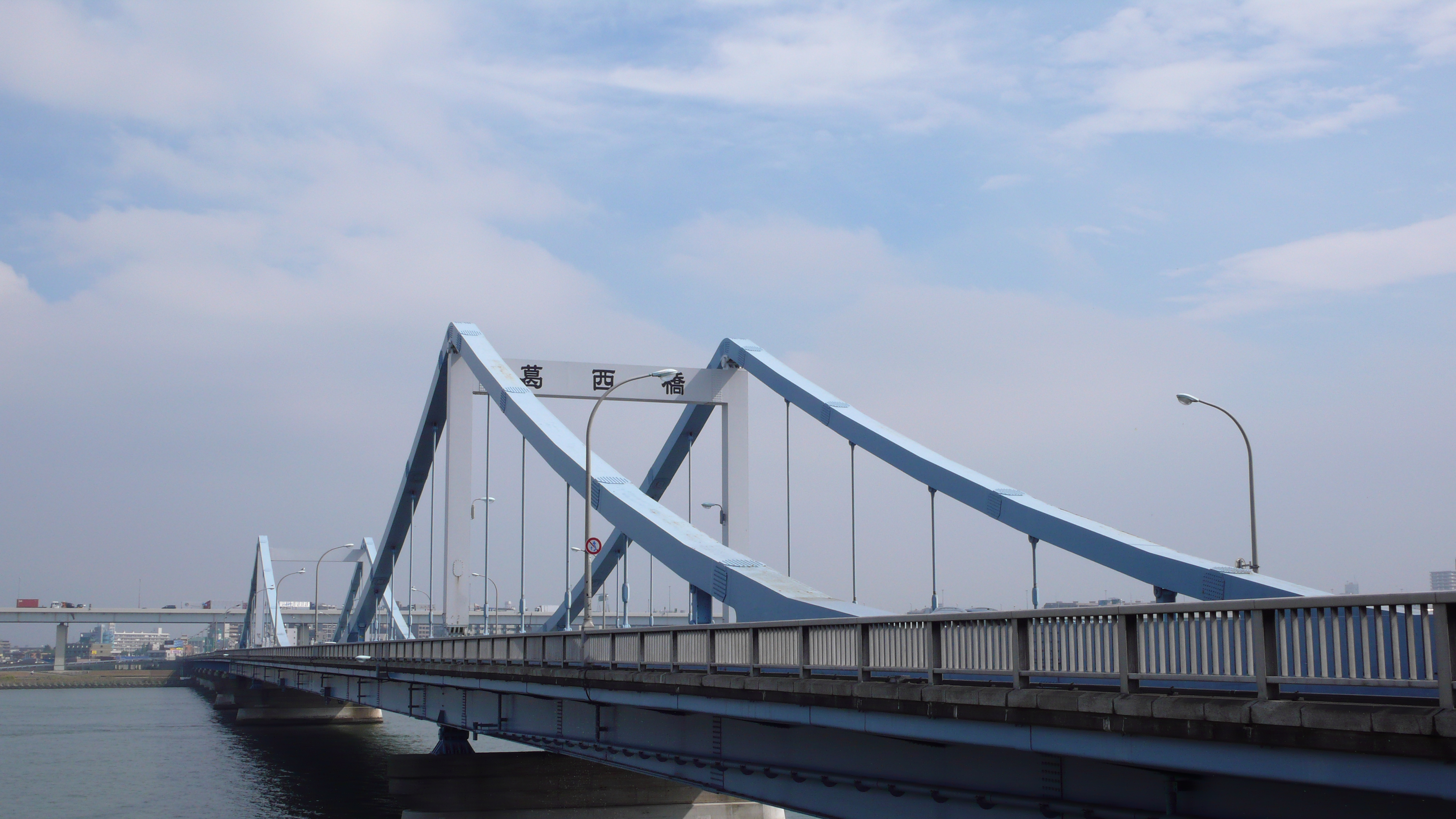
葛西橋（2008年10月）

葛西橋（かさいばし）は、東京都江東区東砂と江戸川区西葛西の間の荒川（荒川放水路）および中川にかかる東京都道10号東京浦安線および東京都道475号永代葛西橋線（葛西橋通り）の橋である。かつては、葛西地区から江東区に出る手段として利用されて交通渋滞が頻発する橋であったが、荒川河口橋の開通後は混雑が緩和してきている。

## 概要
荒川の河口から約1.2 kmの地点に架かる橋で、右岸は江東区東砂六丁目、左岸は江戸川区西葛西二丁目である。橋は1963年（昭和38年）完成で、全長727.4メートル、幅員15.0メートル、最大支間長142.0の鋼カンチレバー吊補剛桁橋の一等橋である。歩道は2メートルで橋の両側に設置されている。吊材を有するので一見吊橋に見えるが、吊材は補剛材にあたる部分であり桁橋の一種に分類される。首都高速中央環状線をアンダークロスする箇所には、荒川・中川間の中堤（背割堤）へ降りられるスロープが設置されている。その中堤の長さは10.9メートル、幅員15.0メートル（車道11メートル、歩道2メートル × 2）で、渡河区間の長さはさらに長い。河川区域外にある橋の前後の取付道路は高架橋を含み、長さは右岸側は242.5メートル、左岸側は181.9メートルで幅員は11.5メートルで歩道は設置されていない。

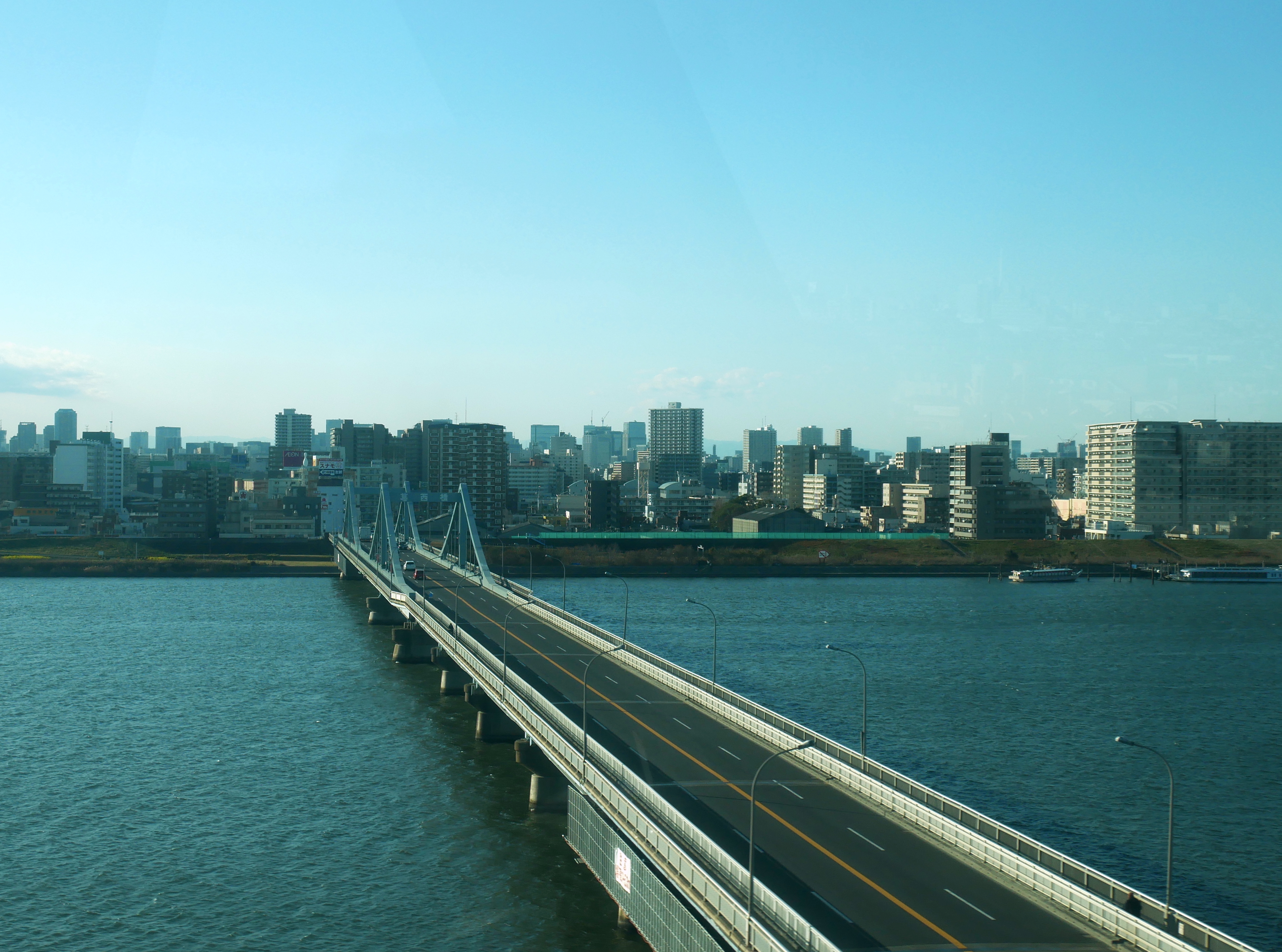
葛西橋（2019年1月）

橋の管理者は東京都建設局である。また、災害時に防災拠点等に緊急輸送を行なうための、東京都の特定緊急輸送道路に指定されている。
本橋梁は特定非営利活動法人シビルまちづくりステーション（旧称ＩＴステーション市民と建設）による「関東地域の橋百選」に選出されている。

### 橋の概要
- 形式
  - 上部工 : 鋼カンチレバー突桁式吊補剛桁、活荷重合成格子桁
  - 下部工 : 井筒基礎、斜鋼杭基礎
- 橋長 : 727.4 m[9][4]（荒川渡河部565.2 m、中川渡河部162.2 m）
- 幅員 : 15 m（車道11 m、歩道2 m × 2）
- 支間割 
  - 主径間 : （69 m + 142 m + 69 m）
  - 側径間 : 39.8 m × 11
- 完成 : 1963年（昭和38年）

## 橋の建設
橋は1959年（昭和34年）12月工事に着手され、1960年（昭和35年）3月1日その起工式が挙行された。
橋種の選定は美観への配慮がされ、上部工に世界初の形式である突桁吊補剛桁式が採用された。
橋の施工は主径間の製作および現地においての架設を横河橋梁（現、横河ブリッジ）が担当した。また、側径間の製作を宮地鉄工所（現、宮地エンジニアリング）、松尾橋梁（現、IHIインフラシステム）、桜田機械工業（サクラダ）が担当し、取り付け道路の高架橋の製作を東京鐵骨橋梁、東都鉄構が担当した。また、下部工は井筒基礎および斜鋼杭基礎で鹿島建設が担当し、ニューマチックケーソン工法により行なった。取り付け道路は鹿島建設が担当した。
橋は1963年（昭和38年）9月竣工され、同年10月7日開通式が挙行された。事業区間は1162.7メートルにも及び、総事業費は19億3200万円であった。
架設当初は都内で最長の橋で、橋の基礎としては深さ47メートルは日本で最深であった。

### 開通後
葛西橋の両詰の交差点で合わせて3.45 kmもの渋滞が発生していたが、下流に荒川河口橋が1996年（平成8年）7月4日開通したことにより渋滞が1.09 kmに緩和された。また、同年7月16日の調査では葛西橋の交通量は53500台と開通前と比較すると16.5パーセント減少した。

## 旧葛西橋
現在の葛西橋が完成する以前は、300 mほど上流の清洲橋通りの延長線上であった江東区南砂町（現・江東区東砂六丁目交差点東側）から江戸川区小島町（現・江戸川区西葛西一丁目の最北端付近）に、木橋脚で鉄製の桁を持つRC（鉄筋コンクリート）床版の橋がかけられていた。これが「旧葛西橋」である。この橋は、荒川放水路の掘削に合わせて1928年（昭和3年）2月に開通した荒川放水路に架かる橋長549.5 m、幅員4.5 mの葛西橋と、同年に開通した中川に架かる橋長147.3 m、幅員4.5 mの葛西小橋からなっていた。
現在の江戸川区西葛西付近、江東区南砂付近の埋め立てが行われていない時期であり、荒川の最下流の橋であったため、ハゼ釣りの名所として橋上には釣り人が絶えなかった。そのため、橋詰には多くの釣具屋が軒を連ね、釣り船の桟橋も多く存在した場所である。
路線バスも通行する片側一車線の橋ではあったが、橋脚が木製ということもあって耐久性に問題があり、1950年（昭和25年）に老朽化のために崩落事故を起こす。その後復旧されたが、自動車の通行が禁止され、仮設の人道橋として細々と使い続けられたが、1963年（昭和38年）10月7日に現在の橋が架橋され、その役目を終えた。
なお、中川に架かる奥戸橋は、1949年（昭和24年）8月に架け換えられた際に葛西橋の橋材が再利用されていた。
1981年（昭和56年）4月10日に、「旧葛西橋跡」として江東区の史跡に指定された。現在は江東区側の土手上に説明板が設けられているのみだが、付近には往時を偲ばせる釣具屋や屋形船屋が立ち並んでおり、江東区側に50 mほどの「葛西橋商店街」が、また「旧葛西橋」という名称の交差点やバス停留所としても、その名を残している。

## 周辺

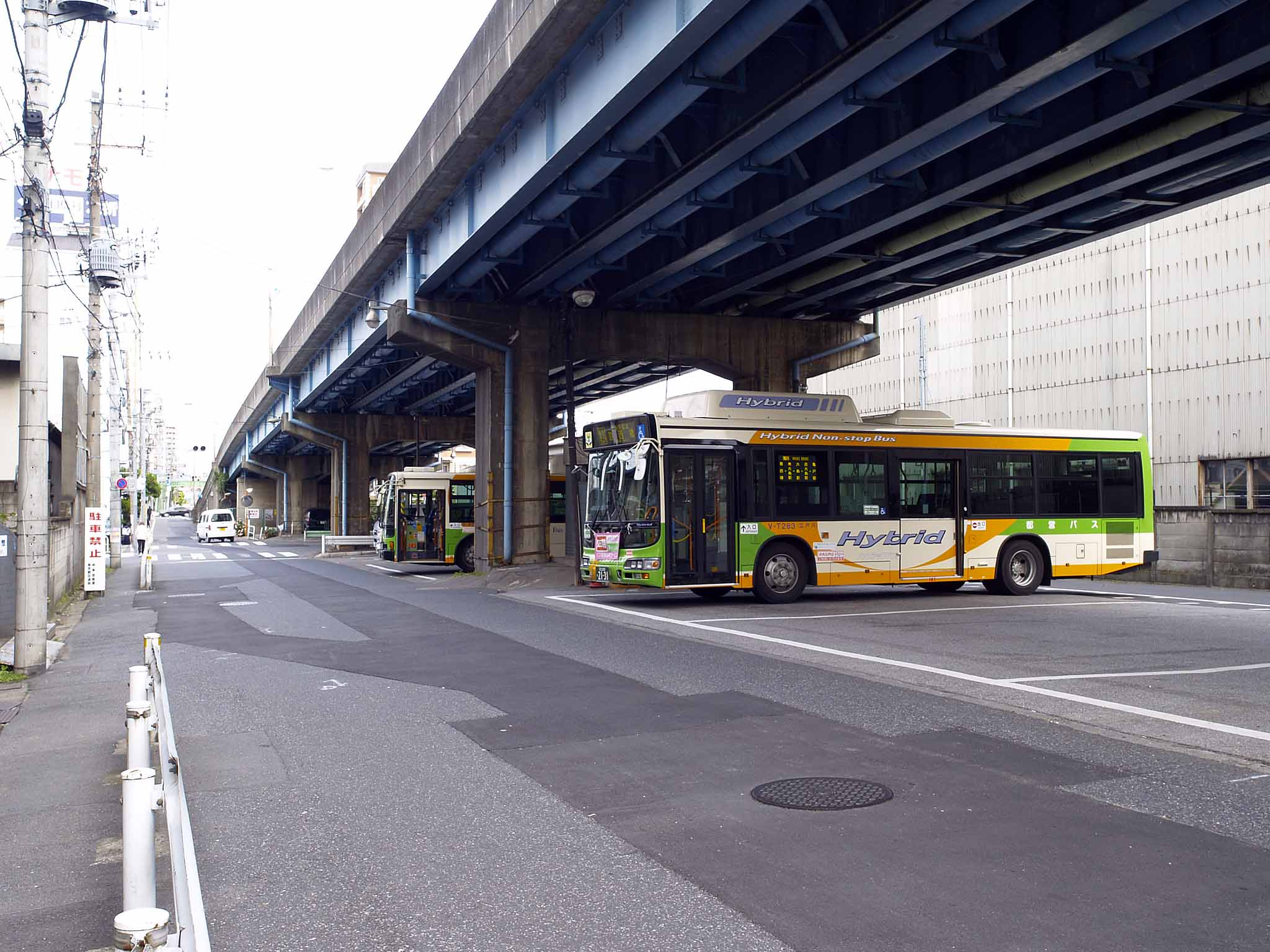
都営バス葛西橋操車場（2010年6月）

橋のある場所は東京都および国土交通省が水質測定計画に基づく水質測定を行う地点のひとつに加えられている。江東区側に、都営バス葛西橋操車場がある。
- 荒川砂町水辺公園
- 城東消防署東砂出張所
- 江東区立第二砂町小学校
- 東京都立東高等学校
- 仙台堀川公園
- 江戸川区自然動物園
- 都立宇喜田公園
- 江戸川区立西葛西小学校
- 江戸川区立第五葛西小学校

## 隣の橋
- 荒川・中川

（上流） - 船堀橋 - 荒川中川橋梁 - 葛西橋 - 荒川中川橋梁 - 清砂大橋 - （下流）